# Kaczaniszki
Kaczaniszki – dawny zaścianek. Tereny, na których był położony, leżą obecnie na Białorusi, w obwodzie witebskim, w rejonie postawskim, w sielsowiecie Łyntupy.

## Historia
W czasach zaborów wieś w gminie Łyntupy, w powiecie święciańskim Imperium Rosyjskiego. W 1905 roku liczył 106 mieszkańców, 121 dziesięcin.
W dwudziestoleciu międzywojennym wieś i zaścianek leżały w Polsce, w województwie wileńskim, w powiecie święciańskim, w gminie Łyntupy.
W 1931:
- wieś w 16 domach zamieszkiwały 92 osoby[3].
- zaścianek w 1 domu zamieszkiwało 5 osóby[3].

Miejscowość należała do parafii rzymskokatolickiej w Łyntupach. Podlegała pod Sąd Grodzki w Łyntupach i Okręgowy w Wilnie; właściwy urząd pocztowy mieścił się w Łyntupach.